# الشعراء (الحديدة)

تعديل مصدري - تعديل

الشعراء هي إحدى قرى مديرية المراوعة، التابعة لمحافظة الحديدة اليمنية، بلغ تعداد سكانها 3204 نسمة حسب الإحصاء الذي جرى عام 2004.